# 新科列茨
50°36′40″N 27°8′57″E / 50.61111°N 27.14917°E
新科列茨（烏克蘭語：Новий Корець），是烏克蘭西北部的村落，隸屬里夫內州里夫內區科列茨市鎮，處於科爾奇克河畔，距離兹维亚赫尔約36公里，距離里夫內約65公里，距離日托米爾約125公里，始建於1880年，面積2.255平方公里，2001年人口2,303。